# Austria en los Juegos Paralímpicos de Sídney 2000
Austria estuvo representada en los Juegos Paralímpicos de Sídney 2000 por un total de 52 deportistas, 47 hombres y cinco mujeres.

## Medallistas
El equipo paralímpico austríaco obtuvo las siguientes medallas:
| Nombre                | Deporte           | Evento                           |
| --------------------- | ----------------- | -------------------------------- |
| Oro                   |                   |                                  |
| Wolfgang Dubin        | Atletismo         | Peso F36 masculino               |
| Walter Hanl           | Yudo              | –100 kg masculino                |
| Plata                 |                   |                                  |
| Andrea Scherney       | Atletismo         | Jabalina F44 femenino            |
| Andrea Scherney       | Atletismo         | Peso F44 femenino                |
| Christoph Etzlstorfer | Atletismo         | Maratón T52 masculino            |
| Wolfgang Eibeck       | Ciclismo en pista | 1 km contrarreloj LC1 mixto      |
| Wolfgang Eibeck       | Ciclismo en pista | Persecución individual LC1 mixto |
| Thomas Rosenberger    | Natación          | 50 m braza SB3 masculino         |
| Stanislaw Fraczyk     | Tenis de mesa     | Individual 9 masculino           |
| Bronce                |                   |                                  |
| Evelyn Schmied        | Atletismo         | Peso F52-54 femenino             |
| Willibald Monschein   | Atletismo         | Disco F11 masculino              |
| Willibald Monschein   | Atletismo         | Peso F11 masculino               |
| Christoph Etzlstorfer | Atletismo         | 1500 m T52 masculino             |
| Thomas Geierspichler  | Atletismo         | Maratón T52 masculino            |
| Hubert Aufschnaiter   | Tiro              | Pistola de aire SH1 masculino    |